# Hemma hos Karlssons
Hemma hos Karlssons är en svensk TV-serie på tre avsnitt i regi av Hans Abramson. Manuset skrevs av Lennart F. Johansson. Serien visades i TV2 med start 25 oktober 1972.

## Rollista
- Keve Hjelm – Sixten Karlsson
- Margaretha Krook – Ingrid Karlsson
- Kent Andersson – Nils
- Allan Edwall – Sture
- Marie Göranzon – kurator
- Gunilla Thunberg – Eva
- Stig Törnblom – Stig